# يو سيريزاوا
يو سيريزاوا (芹澤優 سيريزاوا يو) هي مؤدية أصوات يابانية ولدت في 3 ديسمبر 1994 في طوكيو.

## أدوارها في الأنمي

### مسلسلات أنمي تلفزيونية
- أونميوجي نجم التوأم - مايورا أوتومي
- كادو و الجواب الصحيح - يوكيكا
- الكلب و المقص - ماكيشي أكيزوكي
- بريبارا - ميريه مينامي
- كاكيغوروي - يوميمي يوميميتي
- ريل غيرل - إيروها إيغاراشي
- نوراغامي ARAGOTO - أياها
- لوست سونغ - مونيكا روكس
- موقع الفتيات الساحرات - نيجيمي أنازاوا
- لاف لايف! سنشاين!! - موتسو
- أكيباز تريب ذي أنيميشن - إيو شيوتا
- الوحوش الطفيلية: ثوابت النجاة - ماكيكو
- عقد إخضاع المستدعيتان لزعيم الشر - شيرا إل غرينوود

## أدوارها في ألعاب الفيديو
- أونميوجي نجم التوأم - مايورا أوتومي

## وصلات خارجية
- يو سيريزاوا على موقع IMDb (الإنجليزية)
- يو سيريزاوا على موقع ميوزك برينز (الإنجليزية)
- يو سيريزاوا على موقع قاعدة بيانات الفيلم (الإنجليزية)
- يو سيريزاوا على موقع كينوبويسك (الروسية)
- يو سيريزاوا على موقع ANN person (الإنجليزية)